# Gesund.bund.de
gesund.bund.de ist ein deutsches Online-Gesundheitsportal, das seit September 2020 vom Bundesministerium für Gesundheit herausgegeben wird. Nach Angabe des Herausgebers bietet das Portal verständliche und verlässliche Gesundheitsinformationen für die Öffentlichkeit ohne kommerzielle oder politische Interessen.

## Zielsetzung
Nach Vorstellung des deutschen Gesetzgebers ist die Stärkung der Gesundheitskompetenz der Bevölkerung ein zentraler Beitrag für mehr Nachhaltigkeit im Gesundheitswesen.

„Mit dem Nationalen Gesundheitsportal stellt das BMG verlässliche, neutrale und gut verständliche Informationen zu ausgewählten Gesundheits- und Pflegethemen zur Verfügung. Das Angebot dient dazu, die Gesundheitskompetenz und Patientensouveränität der Bürgerinnen und Bürger zu fördern, damit sie informierte Entscheidungen zur eigenen Gesundheit treffen können (SDG 3). Darüber dient es dazu, (Fach-) Informationenbedarf für Ärztinnen und Ärzte oder Fachkräfte im Gesundheitswesen anzubieten. Das Portal wird streng an den Kriterien der Nutzerorientierung, der Transparenz sowie des Datenschutzes ausgerichtet und schließt eine erhebliche Lücke in der Bereitstellung evidenzbasierter Gesundheitsinformationen.“

## Inhalte und Qualitätssicherung
gesund.bund.de hält derzeit (Stand Februar 2024) ausgewählte Inhalte unter anderem aus den folgenden Themenbereichen bereit:
- Suchdienste: Arztsuche, Krankenhaussuche, Apothekensuche
- verständliche Erläuterungen zu ICD- und OPS-Codes
- Krankheitsbilder und ihre Symptome
- Medizinische Angebote zur Vorbeugung, Diagnostik und Behandlung
- Angebote der Gesundheitsversorgung
- Aufbau des Gesundheitssystems
- Gesund leben
- Pflege und Pflegeleistungen
- Leistungen der Kranken- und Pflegeversicherung
- Elektronische Patientenakte
- Sonstige digitale Angebote im Gesundheitssystem
- Patientenrechte
- Servicethemen rund um das Gesundheitssystem

Die meisten Inhalte stehen in fünf Sprachen (Deutsch, Englisch, Türkisch, Russisch, Arabisch) zur Verfügung.

## Qualitätssicherung
Die Inhalte des Webportals orientieren sich nach Angabe der Verantwortlichen an den Qualitätskriterien der „Guten Praxis Gesundheitsinformation“ des Deutschen Netzwerks Evidenzbasierte Medizin. Seit Mai 2022 beteiligt sich das Portal am Programm Verlässliches Gesundheitswissen des Deutschen Netzwerks Gesundheitskompetenz, einem Projekt zur Qualitätsbewertung und Qualitätsdarlegung von Gesundheitsportalen.

## Organisation
Die Gesamtverantwortung für das Portal liegt beim BMG. Die Redaktion ist nicht im Ministeriums angesiedelt. Im August 2023 gewann das Dresdner Sozialunternehmen  „Was hab‘ ich?“ die Ausschreibung zur inhaltlichen Betreuung und Weiterentwicklung des Portals. Die technische Betreuung verantwortet  die VALID Digitalagentur, die von 2020 bis August 2023 auch für die inhaltliche Konzeption und redaktionelle Betreuung zuständig war.

## Kooperationen
Die Redaktion arbeitet bei der Entwicklung der Portalbeiträge mit ausgewählten Partnern zusammen. Ende Februar 2024 sind dies das Institut für Qualität und Wirtschaftlichkeit im Gesundheitswesen (IQWiG), der Krebsinformationsdienst des Deutschen Krebsforschungszentrums (DKfZ) das Robert Koch-Institut (RKI) und die Verbraucherzentralen.

## Finanzierung
Die Nutzung von gesund.bund.de ist kosten- und werbefrei. Die Webseite wird aus Steuereinnahmen des Bundes finanziert. Im Bundeshaushalt für die Jahre 2023 und 2024 sind für den Betrieb des Webportals jeweils 1,5 Millionen Euro eingestellt. In den Jahren 2020 bis 2022 wurden für den Aufbau des Programms knapp 10,55 Millionen ausgegeben: 2,84 Millionen im Jahr 2020, 2021 3,55, 2022 4,16.

## Historie
Das Grundkonzept von gesund.bund.de wurde seit 2019 unter teilweiser Berücksichtigung mehrerer, vom Bundesministerium für Gesundheit in Auftrag gegebenen Gutachten entwickelt. In diesem Zusammenhang wurde unter anderem auf die Bedeutung der inhaltlichen und politischen Unabhängigkeit des Portals vom Herausgeber für die Akzeptanz des Projektes hingewiesen.

## Gerichtsverfahren
Kritik am Gesundheitsportal kam nach dessen Erscheinen von mehreren Verbänden und Unternehmen. Der Verband Deutscher Zeitungsverleger sah die Pressefreiheit verletzt. Nach der Verlagsbranche kritisierte der Bundesverband der Arzneimittelhersteller (BAH) die mögliche Wettbewerbsverzerrung durch das Gesundheitsportal: „Die Nennung von Therapieempfehlungen durch das Nationale Gesundheitsportal stehe im Widerspruch zu einer patientenindividuellen Information und Beratung durch die Fachkreise“. Das Landgericht München erließ 2021 eine einstweilige Verfügung, die eine Kooperation zwischen dem BMG und Google zugunsten des Portals wegen Verstoßes gegen das Kartellrecht verbietet (AZ. 37 O 15721/20). Geklagt hatte das kommerzielle Gesundheitsportal NetDoktor, das zum Burda-Konzern gehört.
Die 1. Zivilkammer des Landgerichts Bonn gab im Juni 2023 einer Klage des Wort und Bild Verlags (Herausgeber u. a. der Apotheken Umschau) statt, weil die Bundesregierung mit dem Angebot gegen das Gebot der Staatsferne der Presse verstoße (Az. 1 O 79/21).
Das Urteil wurde Anfang Februar 2024 vom Oberlandesgericht Köln wegen formaler Fehler aufgehoben. Das Verfahren muss in der Verwaltungsgerichtsbarkeit neu verhandelt werden.